# Pante Kera
Pante Kera is een bestuurslaag in het regentschap Aceh Timur van de provincie Atjeh, Indonesië. Pante Kera telt 265 inwoners (volkstelling 2010).